# Tito Ortiz
Jacob Christopher (Tito) Ortiz (Huntington Beach, 23 januari 1975) is een Amerikaans MMA-vechter. Hij was van april 2000 tot september 2003 wereldkampioen lichtzwaargewicht (tot 93 kilo) bij de UFC.

## Carrière
Ortiz is van Mexicaans-Hawaïaanse afkomst. Hij begon op de middelbare school met worstelen. Hij debuteerde in 1997 vervolgens in MMA, met een overwinning (technische knock-out) op Wes Albritton op UFC 13. Hij verloor diezelfde dag door middel van verwurging (guillotine choke) van Guy Mezger, maar won zijn volgende drie gevechten weer. Daarmee verdiende hij een gevecht om het kampioenschap lichtzwaargewicht tegen titelhouder Frank Shamrock. Ortiz gaf vlak voor het einde van de vierde ronde op.
Doordat Shamrock meteen na hun gevecht zijn carrière beëindigde, kreeg Ortiz in zijn eerstvolgende partij zeven maanden later direct een nieuwe kans op de vrijgekomen titel. Ditmaal werd hij wel kampioen, door middel van een zege op Wanderlei Silva (unanieme jurybeslissing). Hij behield zijn titel vervolgens 41 maanden, waarin hij achtereenvolgens Yuki Kondo (submissie), Evan Tanner (knock-out), Elvis Sinosic (technische knock-out), Vladimir Matyushenko (unanieme jurybeslissing) en Shamrocks oudere broer Ken Shamrock (technische knock-out) versloeg. Randy Couture nam Ortiz in september 2003 uiteindelijk zijn titel af (unanieme jurybeslissing). Ortiz verloor ook zijn volgende partij (van Chuck Liddell), maar door overwinningen in zijn volgende vijf partijen mocht hij in december 2006 opnieuw om de titel vechten, tegen Lidell. Die was wederom te sterk (technische knock-out). Het was de eerste van de laatste negen wedstrijden van Ortiz bij de UFC. Hiervan verloor hij er acht. Hij beëindigde in 2012 zijn carrière. Dit bleek de eerste van meerdere keren dat Ortiz stopte om daar later weer op terug te komen.
Na 22 maanden zonder gevecht, maakte Ortiz in mei 2014 een rentree in MMA. Ditmaal niet bij de UFC, maar bij Bellator MMA. Hier versloeg hij in zijn eerste gevecht Alexander Shlemenko op basis van submissie (arm-triangle choke), halverwege de eerste ronde. Zes maanden later won hij ook van Stephan Bonnar, op basis van een verdeelde jurybeslissing. Dit leverde Ortiz een wedstrijd om de Bellator-wereldtitel in het lichtzwaargewicht op, tegen regerend kampioen Liam McGeary. Die versloeg hem op 19 september 2015 negentien seconden voor het einde van de eerste ronde door middel van submissie (inverted triangle choke)). Ortiz versloeg op 21 januari 2017 Chael Sonnen door middel van een verwurging na twee minuten in de eerste ronde van hun partij. Voor aanvang had hij laten weten dat hij na dit gevecht echt stopte. Hier kwam hij weer 22 maanden later opnieuw op terug om het in november 2018 voor de derde keer in zijn carrière op te nemen tegen Liddell. Deze keer won hij, middels een knock-out in de eerste ronde. Na zijn zege op Liddell duurde het tot december 2019 voor Ortiz weer in actie kwam. Het kostte hem vervolgens drie minuten om Alberto Rodriguez te verslaan met een verwurging (rear-naked choke).

## The Ultimate Fighter
Ortiz diende in zowel 2006 (seizoen 3) als 2010 (seizoen 11) als coach in het televisieprogramma The Ultimate Fighter. Daarin coachte hij selecties van MMA-vechters die het opnamen tegen soortgelijke selecties onder leiding van Ken Shamrock (seizoen 3) en Liddell (seizoen 11).